# Fútbol playa en los Juegos Europeos de Bakú 2015
El fútbol playa en los I Juegos Europeos se realizó en la Arena de Playa de Bakú (Azerbaiyán) del 24 al 28 de junio de 2015.
Fue disputado en este deporte solo el torneo masculino.

## Resultados

### Equipos participantes
| Equipos participantes | Equipos participantes | Equipos participantes | Equipos participantes |
| --------------------- | --------------------- | --------------------- | --------------------- |
| Azerbaiyán            | Portugal              | Suiza                 | Ucrania               |
| España                | Hungría               | Italia                | Rusia                 |

### Primera Fase
- Los horarios corresponden a la hora de Bakú; UTC+5
- Leyenda: Pts: Puntos; PJ: Partidos jugados; PG: Partidos ganados; PG+: Partidos ganados en prórroga o tanda de penaltis; PP: Partidos perdidos; GF: Goles a favor; GC: Goles en contra; DG: Diferencia de goles.

#### Grupo A
| Equipo     | PJ | PG | PG+ | PP | GF | GC | DG | Pts |
| ---------- | -- | -- | --- | -- | -- | -- | -- | --- |
| Portugal   | 3  | 2  | 1   | 0  | 17 | 13 | 4  | 8   |
| Suiza      | 3  | 2  | 0   | 1  | 17 | 14 | 3  | 6   |
| Ucrania    | 3  | 1  | 0   | 2  | 11 | 11 | 0  | 3   |
| Azerbaiyán | 3  | 0  | 0   | 3  | 9  | 16 | -7 | 0   |

| Juegos Europeos; 24 de junio de 2015, 17:30 | Portugal | 6 - 5   | Suiza                                                                                       | Beach Arena, Bakú            |                              |
|                                             | - Joao Saraiva 8' - Nuno Belchior 14' - José María Fonseca 22' - Nuno Belchior 26' - José María Fonseca 31' - Nuno Belchior 32' | Reporte | - Dejan Stankovic 2' - Dejan Stankovic 7' - Moritz Jaeggy 15' - Noel Ott 17' - Noel Ott 32' | Árbitro(s): Gionni Matticoli | Árbitro(s): Gionni Matticoli |

| Juegos Europeos; 24 de junio de 2015, 20:30 | Ucrania                                                                    | 3 - 1   | Azerbaiyán               | Beach Arena, Bakú                |                                  |
|                                             | - Oleg Zborovskyi 9' - Oleksandr Korniichuk 17' - Oleksandr Korniichuk 22' | Reporte | - Sabir Allahguliyev 14' | Árbitro(s): Laurynas Aržuolaitis | Árbitro(s): Laurynas Aržuolaitis |

| Juegos Europeos; 25 de junio de 2015, 17:30 | Portugal                                                                                           | 5 - 4 (1 - 0 t. s.) | Ucrania                                                                            | Beach Arena, Bakú      |                        |
|                                             | - Nuno Belchior 2' - Rui Coimbra 24' - Nuno Belchior 32' - Jordan Santos 33' - Bernardo Santos 38' | Reporte             | - Igor Borsuk 14' - Roman Pachev 15' - Oleksandr Korniichuk 20' - Roman Pachev 22' | Árbitro(s): Amin Utulu | Árbitro(s): Amin Utulu |

| Juegos Europeos; 25 de junio de 2015, 20:30 | Azerbaiyán                                                                                 | 4 - 7   | Suiza | Beach Arena, Bakú            |                              |
|                                             | - Ramil Aliyev 15' - Orkhan Mammadov 20' - Sabir Allahguliyev 20' - Sabir Allahguliyev 28' | Reporte | - Moritz Jaeggy 3' - Glenn Hodel 8' - Moritz Jaeggy 9' - Sandro Spaccarotella 14' - Noel Ott 20' - Samuel Lutz 33' - Noel Ott 36' | Árbitro(s): Łukasz Ostrowski | Árbitro(s): Łukasz Ostrowski |

| Juegos Europeos; 26 de junio de 2015, 17:30 | Suiza                                                                                          | 5 - 4   | Ucrania                                                                   | Beach Arena, Bakú                |                                  |
|                                             | - Samuel Lutz 21' - Dejan Stankovic 24' - Noel Ott 26' - Moritz Jaeggy 27' - Philipp Borer 30' | Reporte | - Igor Borsuk 1' - Oleg Budzko 2' - Oleg Zborovskyi 12' - Igor Borsuk 15' | Árbitro(s): Laurynas Aržuolaitis | Árbitro(s): Laurynas Aržuolaitis |

| Juegos Europeos; 26 de junio de 2015, 20:30 | Azerbaiyán                                                                       | 4 - 6   | Portugal | Beach Arena, Bakú            |                              |
|                                             | - Asif Zeynalov 3' - Sabir Allahguliyev 4' - Asif Zeynalov 8' - Ramil Aliyev 33' | Reporte | - Bruno Torres 14' - Joao Saraiva 23' - Joao Saraiva 28' - José María Fonseca 29' - José María Fonseca 35' - Joao Saraiva 36' | Árbitro(s): Gionni Matticoli | Árbitro(s): Gionni Matticoli |

#### Grupo B
| Equipo  | PJ | PG | PG+ | PP | GF | GC | DG | Pts |
| ------- | -- | -- | --- | -- | -- | -- | -- | --- |
| Italia  | 3  | 2  | 0   | 1  | 12 | 9  | 3  | 6   |
| Rusia   | 3  | 2  | 0   | 1  | 14 | 12 | 2  | 6   |
| España  | 3  | 1  | 1   | 1  | 9  | 8  | 1  | 4   |
| Hungría | 3  | 0  | 0   | 3  | 9  | 15 | -6 | 0   |

| Juegos Europeos; 24 de junio de 2015, 16:00 | España                                                    | 1 - 1 (t. s.)(3 – 1 p.)    | Italia                                     | Beach Arena, Bakú            |                              |
|                                             | - Llorenç Gómez 34'                                       | Reporte                    | - Emmanuele Zurlo 10'                      | Árbitro(s): Ingilab Mammadov | Árbitro(s): Ingilab Mammadov |
|                                             |                                                           | Tiros desde el punto penal |                                            |                              |                              |
|                                             | - Llorenç Gómez - Juan Manuel Martín - Antonio José Mayor |                            | - Dario Ramacciotti - Francesco Corosiniti |                              |                              |

| Juegos Europeos; 24 de junio de 2015, 19:00 | Hungría                                                 | 3 - 5   | Rusia | Beach Arena, Bakú         |                           |
|                                             | - Szabolcs Badalik 26' - Mark Ughy 33' - Peter Abel 33' | Reporte | - Yury Krasheninnikov 14' - Artur Paporotnyi 20' - Dmitrii Shishin 28' - Alexey Makarov 34' - Dmitrii Shishin 36' | Árbitro(s): Oleg Cebotari | Árbitro(s): Oleg Cebotari |

| Juegos Europeos; 25 de junio de 2015, 16:00 | España | 5 - 2   | Hungría                              | Beach Arena, Bakú           |                             |
|                                             | - Salvador Ardil 17' - Llorenç Gómez 25' - Juan Manuel Martín 26' - Jose Cintas 29' - Antonio José Mayor 34' | Reporte | - Peter Abel 12' - Gabor Simonyi 13' | Árbitro(s): Yeliz Topaloğlu | Árbitro(s): Yeliz Topaloğlu |

| Juegos Europeos; 25 de junio de 2015, 19:00 | Rusia                                                                                | 4 - 6   | Italia | Beach Arena, Bakú             |                               |
|                                             | - Anton Shkarin 6' - Yury Krasheninnikov 23' - Egor Shaikov 25' - Alexey Makarov 34' | Reporte | - Emmanuele Zurlo 6' - Francesco Corosiniti 25' - Gabriele Gori 29' - Gabriele Gori 30' - Alessio Frainetti 30' - Paolo Palmacci 33' | Árbitro(s): Sofien Benchabane | Árbitro(s): Sofien Benchabane |

| Juegos Europeos; 26 de junio de 2015, 16:00 | Italia | 5 - 4   | Hungría                                                                                 | Beach Arena, Bakú         |                           |
|                                             | - Gabriele Gori 1' - Francesco Corosiniti 21' - Matteo Marrucci 22' - Emmanuele Zurlo 32' - Gabriele Gori 34' | Reporte | - Viktor Fekete 12' - Norbert Sebestyen 17' - Viktor Fekete 18' - Norbert Sebestyen 29' | Árbitro(s): Oleg Cebotari | Árbitro(s): Oleg Cebotari |

| Juegos Europeos; 26 de junio de 2015, 19:00 | Rusia | 5 - 3   | España                                                         | Beach Arena, Bakú           |                             |
|                                             | - Yury Krasheninnikov 9' - Llorenç Gómez 10' (a.g.) - Egor Shaikov 10' - Dmitrii Shishin 33' - Artur Paporotnyi 35' | Reporte | - Llorenç Gómez 1' - Antonio José Mayor 8' - Llorenç Gómez 19' | Árbitro(s): Antonio Pereira | Árbitro(s): Antonio Pereira |

### Fase Final
|  | Semifinales         | Semifinales         |   |       | Final               | Final               |  |
|  | 27 de junio de 2015 | 27 de junio de 2015 |   |       | 28 de junio de 2015 | 28 de junio de 2015 |  |
|  |                     |                     |   |       |                     |                     |  |
|  |                     |                     |   |       |                     |                     |  |
|  | Italia              | 7                   |   |       |                     |                     |  |
|  | Suiza               | 4                   |   |       |                     |                     |  |
|  |                     |                     |   |       |                     |                     |  |
|  |                     |                     |   |       |                     |                     |  |
|  |                     |                     |   |       | Italia              | 2                   |  |
|  |                     | Rusia               | 3 |       |                     |                     |  |
|  |                     |                     |   |       |                     |                     |  |
|  |                     |                     |   |       |                     |                     |  |
|  |                     |                     |   |       | Tercer lugar        |                     |  |
|  |                     |                     |   |       |                     |                     |  |
|  | Portugal            | 1                   |   | Suiza | 5                   |                     |  |
|  | Rusia               | 2                   |   |       | Portugal            | 6                   |  |

#### Semifinales por el 5º Puesto
| Juegos Europeos; 27 de junio de 2015, 16:00 | Ucrania                                                                               | 4 - 2   | Hungría                            | Beach Arena, Bakú             |                               |
|                                             | - Oleksii Illichov 11' - Andrii Borsuk 19' - Oleksii Illichov 27' - Andrii Borsuk 35' | Reporte | - Mark Ughy 1' - Laszlo Berkes 10' | Árbitro(s): Mikhail Prokharau | Árbitro(s): Mikhail Prokharau |

| Juegos Europeos; 27 de junio de 2015, 17:30 | España                                                            | 3 - 1   | Azerbaiyán               | Beach Arena, Bakú           |                             |
|                                             | - Llorenç Gómez 16' - Anionio José Mayor 25' - Salvador Ardil 29' | Reporte | - Sabir Allahguliyev 35' | Árbitro(s): Yeliz Topaloğlu | Árbitro(s): Yeliz Topaloğlu |

#### Semifinales por el Oro
| Juegos Europeos; 27 de junio de 2015, 19:00 | Italia | 7 - 4   | Suiza                                                                                 | Beach Arena, Bakú        |                          |
|                                             | - Simone Marinai 3' - Dario Ramacciotti 5' - Moritz Jaeggy 16' (a.g.) - Gabriele Gori 21' - Simone Marinai 21' - Emmanuele Zurlo 23' - Gabriele Gori 32' | Reporte | - Philipp Borer 11' - Dejan Stankovic 16' - Dejan Stankovic 25' - Dejan Stankovic 35' | Árbitro(s): Ago Kärtmann | Árbitro(s): Ago Kärtmann |

| Juegos Europeos; 27 de junio de 2015, 20:30 | Portugal                 | 1 - 2   | Rusia                                         | Beach Arena, Bakú      |                        |
|                                             | - José María Fonseca 18' | Reporte | - Artur Paporotnyi 14' - Artur Paporotnyi 35' | Árbitro(s): Amin Utulu | Árbitro(s): Amin Utulu |

#### Partido por el 7.º Puesto
| Juegos Europeos; 28 de junio de 2015, 14:30 | Hungría                                                    | 3 - 2   | Azerbaiyán                                   | Beach Arena, Bakú             |                               |
|                                             | - Viktor Fekete 4' - Gabor Simonyi 15' - Gabor Simonyi 23' | Reporte | - Elvin Guliyev 17' - Sabir Allahguliyev 36' | Árbitro(s): Richard de Bruijn | Árbitro(s): Richard de Bruijn |

#### Partido por el 5º Puesto
| Juegos Europeos; 28 de junio de 2015, 16:00 | Ucrania                                                          | 3 - 6   | España | Beach Arena, Bakú             |                               |
|                                             | - Igor Borsuk 20' - Oleksandr Korniichuk 22' - Andrii Borsuk 27' | Reporte | - Daniel Pajón 4' - Ezequiel Carrera 12' - Llorenç Gómez 14' - Salvador Ardil 22' - Nicolás Alvarado 24' - Antonio José Mayor 26' | Árbitro(s): Mikhail Prokharau | Árbitro(s): Mikhail Prokharau |

#### Partido por el 3r Puesto
| Juegos Europeos; 28 de junio de 2015, 14:30 | Suiza                                                                                                 | 5 - 6   | Portugal | Beach Arena, Bakú            |                              |
|                                             | - Philipp Borer 14' - Sandro Spaccarotella 22' - Moritz Jaeggy 28' - Philipp Borer 28' - Noel Ott 29' | Reporte | - Nuno Belchior 8' - Bruno Torres 14' - Jordan Santos 22' - Alan Cavalcanti 22' - Nuno Belchior 32' - Nuno Belchior 32' | Árbitro(s): Gionni Matticoli | Árbitro(s): Gionni Matticoli |

#### Final
| Juegos Europeos; 28 de junio de 2015, 16:00 | Italia                                      | 2 - 3   | Rusia                                                     | Beach Arena, Bakú             |                               |
|                                             | - Gabriele Gori 26' - Alessio Frainetti 30' | Reporte | - Egor Shaikov 6' - Yury Gorchinskiy 7' - Ilia Leonov 16' | Árbitro(s): Sofien Benchabane | Árbitro(s): Sofien Benchabane |

## Medallero
| Núm. | País     | Oro | Plata | Bronce | Total |
| ---- | -------- | --- | ----- | ------ | ----- |
| 1    | Rusia    | 1   | 0     | 0      | 1     |
| 2    | Italia   | 0   | 1     | 0      | 1     |
| 3    | Portugal | 0   | 0     | 1      | 1     |
|      | TOTAL    | 1   | 1     | 1      | 2     |